# 南島 (ニュージーランド)
南島（みなみじま、なんとう、South Island）は、ニュージーランドの島。北島 (North Island) とともに、ニュージーランドを構成する。マオリ語で"Te Wai Pounamu"（「ヒスイの水」の意）。面積は150,737平方キロメートルで、世界12位の大きさの島。

## 概要
西海岸に沿って南アルプス山脈がありクック山 (3,724 m) が最高峰である。
19世紀の地図の中には、ミドル島 (Middle Island) やニューアルスター (New Ulster) とされている地図もあり、南島 (South Island) は現在のスチュアート島のことを意味していた。
南島はしばしば、"Mainland"（本土）と呼ばれる。理由として、北島より大きい面積であるが、もうひとつの理由として、マオリの伝説に由来している。
人口は約120万人で、ニュージーランド全体の4分の1に過ぎないため人口密度は低い。そのため、手付かずの大自然が残っており世界各地から観光客を集めている。
北島の住民（特にオークランド地域の住民）の中には、南島をひとつの町であるかのように考える人もいる。南島で起こった出来事を、都市や町を特定せずに"down south"（南では）と表現することもある。

## 南島の地方行政区分
南島には7つの地方区分がある。ニュージーランド全体の行政区画については「ニュージーランドの地方行政区画」を参照。

地方区分（下方の島）

| 符号 | 地方区分         | 英綴        | 面積 km2 |
| ---- | ---------------- | ----------- | -------- |
| 10   | タスマン         | Tasman      | 9,786    |
| 11   | ネルソン         | Nelson      | 445      |
| 12   | マールボロ       | Marlborough | 12,484   |
| 13   | ウェストコースト | West Coast  | 23,276   |
| 14   | カンタベリー     | Canterbury  | 45,346   |
| 15   | オタゴ           | Otago       | 31,241   |
| 16   | サウスランド     | Southland   | 28,681   |

## 南島の都市及び町
- アッシュバートン (Ashburton）
- アレクサンドラ (Alexandra)
- インバカーギル (Invercargill)
- ウエストポート (Westport)
- オマル (Oamaru)
- カイコウラ (Kaikoura)
- クイーンズタウン (Queenstown)
- クライストチャーチ (Christchurch)
- グレイマウス (Greymouth)
- ダニーデン（Dunedin）
- ティマル (Timaru)
- ネルソン (Nelson)
- ハンマースプリングス（Hanmer Springs）
- ピクトン (Picton)
- ブレナム (Blenheim）
- ワナカ (Wanaka)

## 教育
南島の主要な大学には、リンカーン大学、カンタベリー大学、オタゴ大学がある。